# Wallenstedt
Wallenstedt var namnet på en svensk adelsätt, varav en gren upphöjdes till greve.
Wallenstedt stammade från storbonden Olof Svensson i Valla by i Närke, som var häradsdomare i Örebro härad. Dennes son Lars Olsson, vilken tog sig det latiniserade namnet Laurentius Olai Wallius (1588–1638), studerade teologi i Uppsala och Tyskland och gjorde en lysande karriär som både akademiker och präst, vilken slutade med att han valdes till biskop i Strängnäs stift (en post han dock inte hann tillträda då han avled samma år). Han var gift två gånger. Första hustrun var Catharina Tidemansdotter, vars far Tideman Laurentii var kyrkoherde och vars mor Margareta var dotter till domprosten i Strängnäs, Reinholdus Ragvaldi. I detta äktenskap föddes Margareta, stammor till adelsätten Björnklou, Brita, gift Solenblomma, Catharina, stammoder för ätten Ehrenstéen, samt kanslirådet Olof. Andra äktenskapet var med Christina Luth, dotter till Johan Luth och Brita Andersdotter Björnram (släkten Björnram). I andra äktenskapet föddes Lars Wallius.
Samtliga hans barn i första äktenskapet adlades den 7 september 1650 under namnet Wallenstedt och Olof Wallenstedt introducerades samma år på Riddarhuset under nummer 500. Denna ätt utdog på svärdssidan med den nämnde Olof Wallenstedts son, majoren Gustaf Wallenstedt (1655–1701) och på spinnsidan med dennes syster Catharina Helena Wallenstedt (1653–1727).
Sonen Lars Wallius (1631–1703) i andra äktenskapet, sedermera landshövding med mera, adlades den 23 september 1668 (introducerad 1672) och infördes på sina äldre halvsyskons ätt. Han avancerade den 14 mars 1689 till friherre och fyra år senare (7 juni 1693) till greve. Denna grevliga ätt Wallenstedt introducerades under nummer 40, men utdog på svärdssidan redan med sin första huvudman. Dottern Maria Wallenstedt, gift Cronhjelm af Flosta (1677–1723), efterlämnade talrika ättlingar inom släkterna Palme, Lagercrantz, med flera.